# Arthur Scouten
Arthur Hawley Scouten (* 5. Februar 1910 in Kapropita, Kenia; † 30. April 1995 in St.-Germain-en-Laye, Frankreich) war ein amerikanischer Theaterwissenschaftler. 

## Herkunft und Studium
Er war der Sohn der Missionare Oren und Margaret Fraser Scouten. Die Familie zog 1920 in die Vereinigten Staaten. Scouten besuchte die Louisiana State University (B.A., 1935; M.A., 1938; Ph.D., 1942). Er begann seine Lehrtätigkeit am Texas A. & M. College (Dozent, 1942–1943) und unterrichtete anschließend an der University of Texas-Austin (Dozent, 1943–1946), an der Auburn University (Assistenzprofessor, 1946–1947), an der University of Pennsylvania (Assistenzprofessor und Professor, 1947–1980), an der University of Warwick, England (Gastprofessor, 1973), an der University of Delaware (Distinguished Visiting Professor, 1981) und am American College in Paris (Gastprofessor, 1986). Nach seiner Emeritierung im Jahr 1980 übersiedelte er von Pennsylvania nach Paris.

## Forschung
Scouten forschte über das englische Theater der Frühen Neuzeit, die Zeit der sogenannten "Restoration" des Theaters, in der vor allem Komödien prominent waren. Er gab mehrere Editionen von Theaterstücken heraus, darunter Ten English Farces (mit Leo Hughes; University of Texas Press, 1948); zwei Bände von The London Stage: 1660–1800 (Southern Illinois University Press, 1968–), A Bibliography of the Writings of Jonathan Swift, (mit Herman Teerink; University of Pennsylvania Press, 1963); The London Stage: 1660–1800, Part 1, Country Gentleman by Sir Robert Howard and George Villiers (mit R. D. Hume; Dent, 1976); The Revels History of Drama in English, Volume 5: 1660–1750 (mit J. Loftis, R. Southern, and M. Jones; 1976); und The Poetry of Jonathan Swift (William Andrews Clark Memorial Library, University of California, 1981). Er wirkte auch als Peer Reviewer für vier Zeitschriften: Publications of the Modern Language Association of America (1947–1973), Philol Quarterly (1960–1975), Restoration (1977–1980) und 18th Century Life (1974–) tätig.
Er betreute 53 Dissertationen.

## Nachlass
In seinem an der Emory University erhaltenen Nachlass befinden sich Briefe aus den Jahren 1944–1987 mit: Robert Penn Warren, Cleanth Brooks, Thomas Hazzard Thompson, Allen Tate und John Updike.